# طاهر الجمل
د.طاهر الجمل، أمريكي الجنسية مصري الأصل؛ نشرت له عام 1985 مقالة علمية بعنوان «نظام التشفير والتوقيع الكتروني على أسس خوارزميات»  طور على أساسها نظام تعمية اللوجريتمات المتقطعة الذي سجل بإسمه والذي يعتبرأساس خوارزمية التوقيع الرقمي (DSA) التي تبناها المعهد القومي الأمريكي للمقاييس والتقانة (NIST) كمواصفة قياسية للتوقيع الرقمي (DSS)؛ كما ساهم في تطوير بروتوكول الدفع ببطاقات الائتمان (SET). يحمل د.الجمل شهادة بكالوريوس العلوم من جامعة القاهرة، وشهادتي الماجستير والدكتوراة في الهندسة الكهربائية من جامعة ستانفورد.
عمل في الفترة ما بين عامي 1995 و1998 م كرئيس للعلماء في شركة نتسكيب للاتصالات (Netscape Communications) حيث كان المحرك الرئيس لبروتوكول SSL، كما شغل منصب موجه الهندسة في شركة RSA للأمن قبل أن يؤسس في عام 1998 شركة سيكيورفاي (Securify) ويصبح مديرا عاما لها. عندما اشترت شركة كرول-أوجارا (Kroll-O'Gara) شركة سكيورِفاي أصبح رئيسا لمجموعة أمن المعلومات بها. حاليا (2004) سكيورِفاي شركة مستقلة ويشغل فيها د.الجمل منصب الرئيس التقني ونائبا لرئيس مجلس الإدارة فيها بالإضافة إلى أنه قام بتأسيس شركة فيرست لأمن المعلومات ويعد مستشار أمن المعلومات فيها.. ومن بداية عام 2014 أصبح عضو مجلس إدارة شركة Sales Forces الشهيرة وأيضا عضو في مجالس إدارات عدة شركات أخرى.

## سيرة حياته
ولد البروفيسور طاهر الجمل في 18 أغسطس 1955 في القاهرة لأسرة مصرية غنية، وكان والده يشغل منصباً حكومياً مرموقاً في وزارة الصحة المصرية.
درس في مدارس القاهرة الخاصة وتخرَّج من الثانوية عام 1972، وأبدى منذ طفولته اهتماماً بالأرقام والرياضيات وتميَّز فيها مع ضعف في المواد الأدبية واللغوية، وكان شغفه بعلم الرياضيات هو الدافع الرئيسي وراء دخوله لكلية الهندسة الكهربائية والتي تخرَّج منها عام 1977.
هاجر طاهر الجمل إلى الولايات المتحدة الأمريكية عام 1979، والتحق بكلية الهندسة في جامعة ستنافورد حيث كان يدرس أخوه الأكبر والذي كان له الفضل في حصوله على منحة الماجستير في هذه الجامعة العريقة، كانت رسالة ماجستير طاهر الجمل حول علم النظم الحاسوبية تحت إشراف البروفيسور هوارد مارتي رئيس قسم البرمجيات في كلية الهندسة والذي كان أحد أبرز الشخصيات في مجال علم التشفير في ذلك الوقت، وتحت إشراف مارتي تابع طاهر الجمل دراسته في جامعة ستانفورد ليحصل على درجة الدكتوراه في مجال التشفير.
على الرغم من الإنجازات والاختراعات التي حققها الجمل في مجال دراسته وخصوصاً براءة الاختراع التي حصل عليها خلال سنوات الدكتوراه إلا أنه واجه صعوبة في مجال الأعمال بسبب قلة الشواغر وفرص العمل في هذا القطاع الحساس، ومع ذلك فقد حصل على وظيفة متواضعة في مختبرات شركة HP وعمل في مجال التصميم وأشياء أخرى.

## مسيرته المهنية
حدثت النقلة النوعية في مسيرة طاهر الجمل المهنية عام 1985 عندما نشرت مقالته الشهيرة «نظام التشفير والتوقيع الإلكتروني على أسس خوارزميات»، والتي تعتبر علامة فارقة في علم التشفير حتى أنَّ المعهد القومي الأمريكي للمقاييس والتقانة (DSA) قد جعلها معيار قياسي للتوقيع الرقمي.
في عام 1988 ترك الجمل العمل في شركة HP وانضمَّ إلى شركة InfoChip كشريك مؤسس، وفي هذه الشركة تعلَّم كيفية إدارة الأعمال وتحويل الخوارزميات والأفكار الرياضية إلى مشاريع هندسية مربحة، ومع ذلك لم تحقق تلك الشركة نجاحاً تجارياً هاماً فقرَّر بيع حصته في عام 1991 إلى شركه سيركس، والتحق بشركة RSA، والتي كانت تطوُّر وقتها نظام تشفير خاص بها ينافس نظام التشفير الذي طوَّره طاهر الجمل نفسه، في هذه الشركة الصغيرة حقَّق الجمل إنجازات كثيرة، وعمل على مجموعة هامة من البرمجيات التي بيعت إلى أكبر الشركات كميكروسوفت وأبل حتى ترك العمل أخيراً عام 1994.

### عمله في شركة نتسكيب
حضر طاهر الجمل أحد المؤتمرات العلمية في نهاية عام 1994 برفقة زملاء سابقين من جامعة ستانفورد والذين أقنعوه بالانضمام لشركة نتسكيب للاتصالات Netscape Communications، وبعد شهور من التشاور والمفاوضات انضم الجمل إلى الشركة ليصبح رئيس العلماء فيها بين الأعوام 1995 – 1998، وفي هذه الشركة بدأ الجمل تطوير بروتوكول SSL الذي يستخدم في تشفير وحماية البيانات على الإنترنت، وبعد فترة قصيرة قرَّرت شركة ميكروسوفت استخدام هذا البروتوكول ليصبح أحد أبرز نظم التشفير المستخدمة على امتداد العالم.
رغم النجاحات الكبيرة التي حققها الجمل في شركة نتسكيب فقد قرَّر تركها ليؤسس ويدير شركته الخاصة التي أطلق عليها اسم سيكيوريفاي Securify في منتصف عام 1998، وفي هذه الشركة عقد الجمل صفقات كبيرة مع العديد من الشركات التي تريد تأمين بياناتها خصوصاً بعد أن أصبح الإنترنت متاحاً للجميع في تلك الفترة، وفي 31 ديسمبر كانون الثاني 1998 باع الجمل شركته لشركة كرول أوغارا مقابل 65 مليون دولار. ليصبح عضواً مساهماً في شركة Valicert والتي اندمجت في عام 2003 مع شركة Tumbleweed ليستمر في العمل فيها حتى عام 2008، وبعدها أصبح الرئيس التنفيذي لشركة Scullian بالإضافة لعمله كمسشتار تقني في أكثر من شركة برمجيات في وقت واحد.
حصل البروفيسور طاهر الجمل عام 2009 على جائزة الإنجاز الأمريكي مدى الحياة في مجال معايير أمن الشركات تكريماً له على إنجازاته العديدة في هذه المجال.

## جائزة ماركوني
في 17 أيار مايو عام 2019 حصل كلٌّ من البروفيسور طاهر الجمل والبروفيسور بول كوشر على جائزة ماركوني تكريماً لتطويرهما أنظمة TLS / SSL لتشفير البيانات، ولإنجازاتهما الهامة الأخرى في مجال أمن الاتصالات.
وفي حفل التكريم قال الدكتور فينتون سيرف رئيس جمعية ماركوني المشرفة على الجائزة: «لقد لعبت جهود كوشر والجمل دوراً كبيراً في فتح المجال لتطوير الإنترنت وتوسيع نطاقها، من خلال تلبية الحاجة إلى السرية والأصالة»، ويقول الدكتور جيمس كلارك عالم الكمبيوتر الذي أسس العديد من شركات التكنولوجيا في وادي السيليكون بما في ذلك شركة نيتسكيب Netscapeالتي تمَّ فيها تطوير نظام SSL:«تؤمن أنظمة التشفير اليوم فعلياً جميع الاتصالات الحساسة والتجارة عبر الإنترنت، وقد مكنت هذه البروتوكولات من التواصل العالمي على نطاق واسع مع درجة كبيرة من الأمن والثقة عبر قنوات الاتصال غير الآمنة، إنَّ هذا الإنجاز يعكس مزيجاً من البصيرة والابتكار التقني».
التقى كوشر والجمل في شركة نيتسكيب، يقول كوشر:«لقد كان طاهر يمتلك رؤية واضحة حول نظام التشفير SSL، وكنا نحاول التغلب على مخاوف الجمهور الذي يستخدم الإنترنت وخصوصاً في مجال التجارة الإلكترونية التي لم تكن آمنة تماماً وقتها، لقد كنا نركز على حلِّ مشكلة محددة ونجحنا في ذلك».